# Bosje (buurtschap)
Bosje is een buurtschap in de gemeente Aa en Hunze in de Nederlandse provincie Drenthe. Het is gelegen ten oosten van Gieterveen, dicht bij de grens met de provincie Groningen. In 2008 woonden er in Bosje 13 mensen.
De buurtschap is ontstaan midden in de Bonner Venen, nabij een klein bosje, eind 19e eeuw. De onverharde landbouwweg waaraan de bewoning werd in de tweede helft van de twintigste eeuw verhard met betonplaten en is sindsdien een doodlopende weg geworden. Ook de woning direct aan de Langestraat, in de richting van de buurtschappen Streek en Bovenstreek wordt bij de buurtschap gerekend. De buurtschap valt qua adressering net als die buurtschappen onder Gieterveen.
Drenthe: Steden en dorpen      Nederland: Provincies · Gemeenten